# 香島中學
香島中學（英語：Heung To Middle School）是香港的一所有要求的直資中學，於1946年創立，於1991年轉為直接資助學校。香島中學現有兩所分校，分別為天水圍香島中學及將軍澳香島中學。
1949年，中国国民党于国共内战失利而退守仍未易主的臺灣，中國大陸政权易主，香岛中学因承认中共政权，受香港亲国民党势力敌视，被视为香港“左派学校”之一。在1956年双十暴动中，香岛中学桃源街正校校舍及运动场道分校校舍均遭右派工人破坏，正校校舍更被焚毁。
在2022年初，該校辦學團體—香島教育機構，聯同另外五個左派辦學團體（培僑教育機構、漢華教育機構、香港福建商會教育基金、香港勞校教育機構、香港教育工作者聯會）組成「香港華夏教育機構」，致力於加強辦學團體、學校之間的聯繫，共同關注和促進香港愛国教育的發展。

## 校政管理
歷任校監
- 1986年至1999年5月：李述龍[1][2]
- 1999年5月至？：葉慧珍[3]
- 葉燕平

歷任校長
- 1946年至1950年：盧動[4][5]
- 1950年至1962年：黃承燊[6]
- 1962年至1986年：李述龍[7][1]
- 1996年至2001年：楊耀忠
- 2001年至今：黃頌良[8]

歷任副校長
- 葉燕平[9]
- 1997年至2001年: 黃頌良
- 2023年至今: 梁綺華 [10]
- ? 年至2023年: 鄧廣成[10]
- 2023年至今: 何思行

## 歷史發展
- 香島中學是由甘偉光、楊夷、朱治平、吴炳昌、潘比薇、方紹謙、黄建峰私人出資於1946年在九龍窩打老道創立，聘請中國共產黨黨員知識份子盧動為第一任校長。手書體校名“香島中學”系初年兼任客座教員之中國著名學者郭沫若所提寫。翌年於運動場道另租新址作為中學部，原址留作小學部。
- 1956年，遷往新建的大坑東桃源街校舍作為正校，運動場道校舍則改為分校。同年10月10日發生雙十暴動，正分校均遭破壞，正校校舍更被焚毀。
- 1957年，正式註冊成立「香島中學校董會」。
- 1963年，運動場道新校舍落成，分校由運動場道15號舊校遷往29號新校舍。
- 1965年，開辦「香島夜中學」。
- 1967年的六七暴動中，親共產黨背景的香島中學學生亦曾積極參與，多名學生因而被捕[11]。
- 1960年代末期開始，香島中學先後增辦：深水埔分教處、土瓜灣分教處、慈雲山分校、荃灣分校、大埔分校等，同時校友會也開辦了「香島中學校友會中學」。
- 慈雲山分校與大埔分校分別於1971年及1973年擴建教學大樓。
- 1975年，正校擴建課室及室內球場。
- 1980年，夜中部改制，開辦英文專科。1983年分校增設高中英文班級，在荃灣開辦「香島語言商科學校」。
- 1988年，夜校中文校名改為「香島英專商科夜校」。
- 1991年，香島中學獲通過成為首批直接資助學校。
- 1992年暑假期間，開始動工拆卸正校重建，正校暫遷往慈雲山校舍上課，1994年正校新校舍落成。
- 1993年8月，荃灣分校於遷往大埔 (香港)運頭街太和園校舍，擴辦至中四以上的班級，1994年申辦兩年預科。
- 1993年，「香島英專夜校」在大埔分校及慈雲山校舍開辦英專夜校的分校，改名為「香島專科學校」。
- 1995年，「香島專科學校」成立「香島專業培訓中心」。
- 1996年4月3日，香島中學建校50周年金禧校慶。
- 1996年9月，楊耀忠出任香島中學校長一職。
- 1997年9月，大埔分校黃頌良副校長出任香島中學副校長一職。
- 2001年8月，楊耀忠校長一直擔任正校校長，接受校董會任命，於9月出任天水圍香島中學首任校長一職。
- 2001年9月，黃頌良在香島多間分校當過教學及行政工作，到了正校當過4年副校長，繼而承接楊耀忠的職位，正式當上校長。而大埔分校鄧廣成副校長則改任正校副校長一職。
- 2014年1月28日，香島中學校董會有限公司(HEUNG TO MIDDLE SCHOOL SCHOOL MANAGEMENT COMMITTEE LIMITED)以擔保有限公司形式成立，公司註冊編號為2032576[12]。

- 2016年3月19日下午及20日，香島中學舉行香島教育機構七十週年校慶開放日。[13]。

- 2022年10月29日，該校辦學團體—香島教育機構，聯同另外五個左派辦學團體（培僑教育機構、漢華教育機構、香港福建商會教育基金、香港勞校教育機構、香港教育工作者聯會）組成「香港華夏教育機構」，致力於加強辦學團體、學校之間的聯繫，共同關注和促進香港愛国教育的發展。[14]。

## 桃源街正校
香島中學正校位於九龍塘又一村桃源街33號（三面被香港城市大學包圍），現時的校舍是一座6層高建築物，於1994年重建落成啟用。

## 香港華夏教育機構成員
該校辦學團體—香島教育機構，聯同另外五個左派辦學團體（培僑教育機構、漢華教育機構、香港福建商會教育基金、香港勞校教育機構、香港教育工作者聯會）於2022年10月29日組成「香港華夏教育機構」，致力於加強辦學團體、學校之間的聯繫，共同關注和促進香港愛國教育的發展。
香港華夏教育機構位於香港灣仔摩理臣山道4-6號經信大廈16樓。

## 辦學團體
香島教育機構位於九龍塘又一村桃源街33號。該機構現時開辦三間學校，分別為九龍塘又一村桃源街33號香島中學正校、天水圍天暉路8號天水圍香島中學及將軍澳調景嶺勤學里4號的將軍澳香島中學。
香島敎育機構開辧一所慈善性質非牟利教育機構，分別旺角運動場道29號香島專科學校。

## 著名／傑出校友
- 成思危：原全國人大副委員長、中國民主建國會中央委員會主席（1951年中五）
- 張學明，大紫荊勳賢，GBS，JP：前行政會議成員、前大埔區議會主席
- 吳亮星，SBS，JP：前立法會議員（金融界）、前立法會財務委員會主席[15][15]
- 黃定光，GBS，JP：前立法會議員（進出口界）[16]
- 黃國健，GBS，JP：前行政會議成員、前立法會議員（九龍東）[15]
- 黃富榮，BBS：廣東省政協、各界鬥委會常務委員（1968年中五）[17]
- 李怡：香港時事評論家（1954年畢業）[18]
- 葉國華：前行政長官特別顧問、香港電台節目主持人（1959年）[19]
- 陳國旗，BBS：西貢區議會富藍區議員（1972年中五夜校）[20]
- 羅競成：前葵青區議會主席及前葵青區議會長安選區議員（1977年中五）[21][22]
- 陳觀優：前大埔區議會船灣區議員[23]
- 黎姿：前藝人
- 苗僑偉：藝人、商人
- 梁敏華：電視創作人及編劇
- 黃婉曼：前無綫新聞記者、天氣主播
- 關鍵：前澳門緑邨電台總監、藝人和商人
- 傅明宪：前藝人，香港愛护動物協會主席（小學部）[15]
- 何守信：藝人（1959年）[24]
- 戚美珍：前藝人[25]
- 鮑起靜：麗的、亞洲電視藝人，影后
- 黎漢持：已故電影及電視演員
- 黎文卓：著名電視創作人及編劇
- 歐瑞偉：香港演員（大坑東正校）
- 祝文君：已故香港演員（1983年中五）
- 梁健平：香港演員（荃灣分校）
- 張立基：香港歌手（荃灣分校）
- 屈穎妍：香港傳媒人
- 鮑德熹，BBS：2001年以《臥虎藏龍》獲得奧斯卡最佳攝影獎（大坑東正校）[16]
- 林榮基：銅鑼灣書店股東及員工失蹤事件主角之一
- 陸毅：原名陸有棠，風水命理學家，六七暴動期間曾經入獄
- 伍偉樂：香港電視節目主持
- 張晴雲：香港資深傳媒人聯誼會及《文匯報》顧問、銅紫荊星章获得者
- 陳頌紅（筆名「寧靜」）：香港粵語流行歌曲創作人、小說及專欄作家[26]
- 江啟明：香港藝術家[27]
- 葉鎮輝：香港無綫電視戲劇組監製
- 嚴浩：香港電影導演、第四屆香港電影金像獎最佳導演[28][29]
- 侯嘉欣：2020年度香港小姐競選 十五強佳麗
- 葛綽瑤：香港女藝人
- 陳嘉華：九龍樂善堂總理、豪華飲食集團執行董事
- 張满榮：前中國派赴韓戰空軍部隊某隊指揮員
- 何志堅：前香港證券交易從業人員
- 施永青：中原地產代理集團主席（1959年至1962年；小學部）[17][30]
- 李祖澤：聯合出版（集團）有限公司董事長兼行政總裁（1952年畢業）[31][32]
- 沈雪明：香港大學專業進修學院副院長[32]
- 陳錦文：前黃大仙區議會主席[16]
- 楊孫西，大紫荊勳賢，GBS，SBS，JP：香江國際集團董事長及首席執行官
- 袁　武，GBS，JP：香港中華總商會常務會董、香港招商局集團有限公司董事兼招商局工業集團董事長
- 何力驥：前廣東省銀行香港分行副總經理（1965年中五）[33]
- 鄭國屏：中國太平保險（香港）公司副董事長（1964年）[34][24]
- 謝浪：港粵運輸業聯會主席（夜中部）[35]
- 鄭淦元：香港花式跳繩會創立人、香港青年體育會市場推廣總監
- 吳容輝：天水圍香島中學校長及將軍澳香島中學校董
- 鄧飛：立法會議員（選舉委員會）、將軍澳香島中學前任校長及香港教育工作者聯會理事[25]
- 黃頌良：香島中學校長及天水圍香島中學校董
- 梁慕嫻：前學友社主席
- 李寶幹，BBS：香島中學校董
- 楊位醒：前東區區議會委任區議員、香港餐務管理協會主席（1969年中五）[17]
- 劉偉榮：九龍城區議會主席（1966年肄業）[17]
- 潘日新：加利福尼亞大學河濱分校數學系教授及理學院前副院長[20]
- 歐陽寶珍：前臨時區域市政局議員（1997年至2000年）及前民建聯葵青支部主席（1976年中五夜校）[20]
- 潘偉賢：香港中文大學理學院副院長兼統計學系教授（1978年中五）[36][20]
- 馮仲良：大公報副社長兼總經理（1967年五）[24]
- 廖自強：前廣東機械學院工程系教授及華中理工大學客座教授[37]
- 司徒宏：愉園體育會田徑部總監[24]
- 金立勤：前中國文化部民族文化司藝術處處長（1949年中三肄業）[38]
- 彭嘉頤（彭桂貞）：前國家女子籃球隊運動員（1951年肄業）[38]
- 陳有海：香港工會聯合會前副會長、屯門區議會主席兼景興選區議員[15]
- 冼杏娟：中國科學院力學研究所教授研究員（1951年）[39]
- 黃子毅：中央黨校法學教授（1949年中五）[39]
- 王冰：前中國科學院統戰部部長（1949年中五）[39]
- 羅振輝：中國華健公司副總經理及國務院僑務辦公室副司長（1949年中五肄業）[39]
- 鄧德濂：前九龍樂善堂主席（2005年至2006年）及珠海書院建築系副教授（1952年中六）[40]
- 毛浩輯：香港業餘田徑總會會長（1957年中六）[40]
- 江威楊：前油尖旺區議員及酒牌局副主席（1971年中五）[41]
- 余汝文：中央駐港聯絡辦公室九龍工作部副部長（1972年中五）[41]
- 何賢輝：黃大仙區議員（1976年中五）[42]
- 陳文華：屯門區議員（1973年中五）[42]
- 曾曉亮：香港中文大學會計學院助理教授（1991年中五）[22]
- 馮明穗：前香港特別行政區中央政策組高級研究主任及嶺南大學政治及社會學系導師（1992年中五）[22]
- 梁家輝：沙田區議員（2000年中五）[22]
- 張清明：前廣東省人民政府建設委員會城市建設處處長（1949年中五）[43]
- 梁仲豪：商務印書館（香港）助理總經理（1952年中六）[44]
- 洪若震：香港中文大學中國語言及文學系高級講師（1993年中七）[45]
- 莫健榮：前黃大仙區議員（2001年中七）[46]
- 劉佩玉：深水埗南昌中選區議員（2002年中七）[46]
- 鄧燾：大同機械企業有限公司董事局主席[27]
- 呂如意：香港國民教育中心總監[27]
- 鄧孟妮：香港舞蹈家[27]
- 潘嘉陽：香港中文大學市場學系客座副教授（1984年中五）[47]
- 左匯雄：九龍城區議員（1999年中五）[48]
- 吳奮金：九龍城區議員（1991年中五）[48]
- 董健莉：沙田區議員（2000年中五）[49]
- 依達：香港小說作家[50]

## 相關事件

### 教師疑因容許學生奏唱《榮光》而不獲續約
2020年6月，香島中學時任藝術科主任李筠佩因在音樂考試時未有阻止學生於音樂考試中演奏《願榮光歸香港》，遭校方和校董會認為其政治立場與校方不一致，故拒絕續約。6月12日下午，聖母玫瑰本土關注組、香島中學本土關注組及九龍塘中學本土關注組發起人鏈活動，過百名學生在香島中學外組成人鏈聲援。部分人手持標語，高叫口號。當學生接近又一城門外時，突然30名軍裝警員到場，指在場人士違反限聚令，要求立刻離開，在場學生立刻四散。校方發出聲明，稱該校是「傳統愛國學校」，強調校董會是按既定程序處理教師續約。

### 有學生於通訊軟件頭像寫抗爭口號遭停學一周
2020年9月，香島中學正校關注組（關注組）指，一名中四學生因在通訊軟件Microsoft Teams的頭像上寫上抗爭口號，遭到校方處分，即時停學一周，並警告再有發現參與社會運動，將會立即開除學籍。隨後其家人已為其申請休學，現積極考慮到海外繼續學業。